# Ayrton Cougo
Carlos Ayrton Cougo Rivero (Melo, Cerro Largo, Uruguay, 15 de junio de 1996) es un futbolista uruguayo de ascendencia brasilera. Puede jugar de lateral izquierdo e interior izquierdo, actualmente se encuentra en el Club Atlético Progreso de la Primera División de Uruguay.

## Trayectoria
Comenzó a jugar al fútbol infantil en San Salvador como delantero, después defendió a Boca Juniors de Melo. Llegó a los 15 años a Defensor Sporting, luego de que lo observaran, se mudó a la casa que tiene la Viola para los jugadores del interior. Con el paso de las formativas, se volcó más al medio, como volante.
En la temporada 2013-14 fue el goleador del Campeonato Uruguayo de Cuarta División con 16 anotaciones, además se consagraron campeones de la categoría sub-19.
Para la temporada 2014-15 convirtió 6 goles con la sub-19 y 4 con Tercera División. Fue considerado en el primer equipo para jugar la Copa Suat 2015 y debutó el 13 de enero en un partido amistoso, la final de la Copa Suat, fue titular para enfrentarse a Racing y perdieron 0-1 en el Estadio Luis Franzini.
Comenzó la pretemporada 2016 con el plantel de Primera, disputó la Copa Suat 2016 con Defensor Sporting, jugó contra Danubio los minutos finales y luego el partido por el tercer puesto contra Argentinos Juniors, como titular.
Viajó con el plantel a Tucumán, para disputar un partido amistoso internacional. El 28 de enero jugaron contra Atlético Tucumán, no tuvo minutos y perdieron 4-1.
El 30 de enero fue titular en el último partido amistoso de pretemporada, contra Sarmiento de Junín, empataron 1 a 1 en los 90 minutos, y ganaron 5 a 4 por penales, obtuvieron la Copa Diario La Verdad.
Ayrton debutó oficialmente el 14 de febrero de 2016, jugó como titular contra Racing en el Franzini en la fecha 2 del Torneo Clausura pero perdieron 1-3.
No tuvo tanta participación en la temporada 2015-16, solo jugó un partido con el primer equipo, estuvo en el banco de suplentes en varias oportunidades y en ocasiones bajó a Tercera División.
En la segunda mitad del 2016 se realizó un Campeonato Uruguayo Especial de medio semestre, en esa competición Cougo tuvo más rodaje. El 4 de noviembre de 2016 convirtió su primer gol oficial, fue ante Racing, también brindó una asistencia, lo que permitió dar vuelta el marcador y ganar 2-1.
Al año siguiente se consolidó en Defensor Sporting, primero se coronaron campeones del Torneo Apertura 2017 y luego ganaron el grupo del Torneo Intermedio 2017 pero perdieron en la final contra Nacional. También tuvo su debut internacional el 31 de mayo en la Copa Sudamericana 2017, jugó los 90 minutos contra Liga de Quito pero perdieron 1-2 y fueron eliminados. En el Torneo Clausura 2017 fue titular en 13 partidos, en los cuales convirtió 5 goles y brindó 6 asistencias. Se midieron ante Peñarol por el título de Campeón Uruguayo pero fueron derrotados tras 2 partidos.
En le temporada 2018 sufrió una serie de lesiones y no tuvo tanta continuidad, de igual forma estuvo presente en todas las competiciones, jugó Torneo Apertura, Intermedio, Clausura, Copa Libertadores y Copa Sudamericana. Totalizó 27 participaciones, 4 goles y 4 asistencias con Defensor Sporting.
De cara al año 2019, abandonó Uruguay para fichar por el Club Libertad de Paraguay. Jugó 5 partidos de la Copa Paraguay 2019, competición en la que se coronaron campeones. En el Torneo Apertura quedaron en tercer lugar, mientras que en el Clausura en segunda posición.
Un año después, regresó a su país para jugar en el Club Nacional de Football.
En agosto de 2023, se convirtió en refuerzo de Boston River, donde firmó contrato hasta el 31 de julio del 2024.

## Estadísticas

### Clubes
Actualizado al último partido disputado el 3 de diciembre de 2023.
| Club                               | Div.          | Temporada     | Liga  | Liga  | Liga   | Estatal | Estatal | Estatal | Copas nacionales | Copas nacionales | Copas nacionales | Copas internacionales | Copas internacionales | Copas internacionales | Total | Total | Total  |
| Club                               | Div.          | Temporada     | Part. | Goles | Asist. | Part.   | Goles   | Asist.  | Part.            | Goles            | Asist.           | Part.                 | Goles                 | Asist.                | Part. | Goles | Asist. |
| ---------------------------------- | ------------- | ------------- | ----- | ----- | ------ | ------- | ------- | ------- | ---------------- | ---------------- | ---------------- | --------------------- | --------------------- | --------------------- | ----- | ----- | ------ |
| Defensor Sporting C. · Uruguay     | 1.ª           | 2015-16       | 1     | 0     | 0      | -       | -       | -       | -                | -                | -                | -                     | -                     | -                     | 1     | 0     | 0      |
| Defensor Sporting C. · Uruguay     | 1.ª           | 2016          | 7     | 1     | 1      | -       | -       | -       | -                | -                | -                | -                     | -                     | -                     | 7     | 1     | 1      |
| Defensor Sporting C. · Uruguay     | 1.ª           | 2017          | 27    | 6     | 8      | -       | -       | -       | -                | -                | -                | 1                     | 0                     | 0                     | 28    | 6     | 8      |
| Defensor Sporting C. · Uruguay     | 1.ª           | 2018          | 21    | 4     | 4      | -       | -       | -       | -                | -                | -                | 6                     | 0                     | 0                     | 27    | 4     | 4      |
| Defensor Sporting C. · Uruguay     | Total club    | Total club    | 56    | 11    | 13     | 0       | 0       | 0       | 0                | 0                | 0                | 7                     | 0                     | 0                     | 63    | 11    | 13     |
| C. Libertad Paraguay               | 1.ª           | 2019          | 14    | 0     | 0      | -       | -       | -       | -                | -                | -                | 6                     | 2                     | 0                     | 20    | 2     | 0      |
| C. Libertad Paraguay               | Total club    | Total club    | 14    | 0     | 0      | 0       | 0       | 0       | 0                | 0                | 0                | 6                     | 2                     | 0                     | 20    | 2     | 0      |
| C. Nacional de F. · Uruguay        | 1.ª           | 2020          | 18    | 1     | 3      | -       | -       | -       | 1                | 0                | 0                | 7                     | 1                     | 0                     | 26    | 2     | 3      |
| C. Nacional de F. · Uruguay        | Total club    | Total club    | 18    | 1     | 3      | 0       | 0       | 0       | 1                | 0                | 0                | 7                     | 1                     | 0                     | 26    | 2     | 3      |
| C. Libertad Paraguay               | 1.ª           | 2021          | 11    | 1     | 4      | -       | -       | -       | -                | -                | -                | 2                     | 0                     | 0                     | 13    | 1     | 4      |
| C. Libertad Paraguay               | Total club    | Total club    | 25    | 1     | 4      | 0       | 0       | 0       | 0                | 0                | 0                | 8                     | 2                     | 0                     | 33    | 3     | 4      |
| Avaí F. C. · Brasil                | 1.ª           | 2022          | 0     | 0     | 0      | 5       | 0       | 0       | 0                | 0                | 0                | -                     | -                     | -                     | 5     | 0     | 0      |
| Avaí F. C. · Brasil                | Total club    | Total club    | 0     | 0     | 0      | 5       | 0       | 0       | 0                | 0                | 0                | 0                     | 0                     | 0                     | 5     | 0     | 0      |
| Liverpool F. C. · Uruguay          | 1.ª           | 2022          | 13    | 1     | 0      | -       | -       | -       | 2                | 0                | 1                | -                     | -                     | -                     | 15    | 1     | 1      |
| Liverpool F. C. · Uruguay          | Total club    | Total club    | 13    | 1     | 0      | 0       | 0       | 0       | 2                | 0                | 1                | 0                     | 0                     | 0                     | 15    | 0     | 1      |
| C. A. Sarmiento de Junín Argentina | 1.ª           | 2023          | 6     | 0     | 0      | -       | -       | -       | 0                | 0                | 0                | -                     | -                     | -                     | 6     | 0     | 0      |
| C. A. Sarmiento de Junín Argentina | Total club    | Total club    | 6     | 0     | 0      | 0       | 0       | 0       | 0                | 0                | 0                | 0                     | 0                     | 0                     | 6     | 0     | 0      |
| C. A. Boston River · Uruguay       | 1.ª           | 2023          | 11    | 0     | 1      | -       | -       | -       | 0                | 0                | 0                | -                     | -                     | -                     | 11    | 0     | 1      |
| C. A. Boston River · Uruguay       | 1.ª           | 2024          | 0     | 0     | 0      | -       | -       | -       | -                | -                | -                | -                     | -                     | -                     | 0     | 0     | 0      |
| C. A. Boston River · Uruguay       | Total club    | Total club    | 11    | 0     | 1      | 0       | 0       | 0       | 0                | 0                | 0                | 0                     | 0                     | 0                     | 11    | 0     | 1      |
| Total carrera                      | Total carrera | Total carrera | 129   | 14    | 21     | 5       | 0       | 0       | 3                | 0                | 1                | 22                    | 3                     | 0                     | 159   | 17    | 22     |
| 1. 2.                              |               |               |       |       |        |         |         |         |                  |                  |                  |                       |                       |                       |       |       |        |

### Selección
Actualizado al último partido disputado el 12 de noviembre de 2012.
| Selección         | Temporada         | Continental | Continental | Continental | Mundial | Mundial | Mundial | Amistosos | Amistosos | Amistosos | Total | Total | Total  |
| Selección         | Temporada         | Part.       | Goles       | Asist.      | Part.   | Goles   | Asist.  | Part.     | Goles     | Asist.    | Part. | Goles | Asist. |
| ----------------- | ----------------- | ----------- | ----------- | ----------- | ------- | ------- | ------- | --------- | --------- | --------- | ----- | ----- | ------ |
| Sub-17 · Uruguay  | 2012-13           | -           | -           | -           | -       | -       | -       | 3         | 0         | 0         | 3     | 0     | 0      |
| Sub-17 · Uruguay  | Total sel.        | 0           | 0           | 0           | 0       | 0       | 0       | 3         | 0         | 0         | 3     | 0     | 0      |
| Total selecciones | Total selecciones | 0           | 0           | 0           | 0       | 0       | 0       | 3         | 0         | 0         | 3     | 0     | 0      |

## Palmarés

### Títulos nacionales
| Título              | Club                 | País     | Año  |
| ------------------- | -------------------- | -------- | ---- |
| Torneo Apertura     | Defensor Sporting C. | Uruguay  | 2017 |
| Copa Paraguay       | C. Libertad          | Paraguay | 2019 |
| Torneo Intermedio   | C. Nacional de F.    | Uruguay  | 2020 |
| Campeonato Uruguayo | C. Nacional de F.    | Uruguay  | 2020 |
| Torneo Apertura     | C. Libertad          | Paraguay | 2021 |

### Distinciones individuales
| Distinción                              | Año  |
| --------------------------------------- | ---- |
| Fútbolx100 – Equipo ideal del año       | 2017 |
| Fútbolx100 – Jugador revelación del año | 2017 |